# Šjadu
Šjadu ali Spodnja prestolnica Jana (kitajsko 下都, pinjin  Xiàdū) je bila ena od prestolnic države Jan na Kitajskem v obdobju vojskujočih se držav. Šjadu je bil od leta 400 do 300 pr. n. št. morda največje mesto na svetu in imel več kot 300.000 prebivalcev.
Ostanki mesta se nahajajo v okraju Ji, Baoding, provinca Hebej. Mesto je bilo obdano z jarkom in okopom iz zbite zemlje. Ohranjen je del starega mestnega obzidja, visok 6,8 m. Izkopavanja so se začela leta 1929 pod vodstvom arheologov Pekinške univerze. 
Mesto je bilo zgrajeno v gorovju Tajhang, obkroženo z reko Beiji na severu in reko Džongji na jugu. Težavna topografija je olajšala obrambo mesta. Mesto je bilo kvadratno, z obzidjem in kanalom, ki je potekal od severa proti jugu skozi njegovo središče in delil mesto na vzhodno in zahodno polovico. V vzhodnem delu mesta so bile najdene velike delavnice za litje železa in brona, kovanje denarja in izdelovanje orožja, lončenine in koščenih predmetov. V tem delu mesta so bila tudi kraljeva palača in kraljeva pokopališča. Odkriti sta bili dve grobišči s trinajst in sedet grobnicami. Vse grobnice so bile prekrite s piramidasto gomilo. Za najdene predmete so v Pekingu zgradili poseben muzej.

## Vir
- Allan, Sarah (ur). The Formation of Chinese Civilization: An Archaeological Perspective. ISBN 0-300-09382-9.